# La Porte (Texas)
La Porte is een plaats (city) in de Amerikaanse staat Texas, en valt bestuurlijk gezien onder Harris County.

## Demografie
Bij de volkstelling in 2000 werd het aantal inwoners vastgesteld op 31.880.
In 2006 is het aantal inwoners door het United States Census Bureau geschat op 33.886, een stijging van 2006 (6.3%).

## Geografie
Volgens het United States Census Bureau beslaat de plaats een oppervlakte van
51,8 km², waarvan 49,1 km² land en 2,7 km² water. La Porte ligt op ongeveer 1 m boven zeeniveau.

## Plaatsen in de nabije omgeving
De onderstaande figuur toont nabijgelegen plaatsen in een straal van 12 km rond La Porte.